# Romeo Travis
Romeo Von Travis (Akron, Ohio; 10 de diciembre de 1984) es un jugador de baloncesto estadounidense, nacionalizado macedonio, que se encuentra sin equipo. Con 2,01 metros de estatura, juega en la posición de alero. 

## Trayectoria deportiva

### Instituto
Asistió al St. Vincent-St. Mary High School en Akron, Ohio, donde compartió equipo con LeBron James y con Dru Joyce. Estuvo desde 1999 hasta 2003 con los Irish. En su primer año (1999-2000) ganaron el Campeonato Estatal de Ohio Division III y en su último año (2002-2003) ganaron el Campeonato Estatal Division II y el Campeonato Nacional. En sus tres últimos años con los Irish promedió 17 puntos y 11 rebotes.

### Universidad
Después de graduarse en el St. Vincent-St. Mary High School, asistió a la Universidad de Akron, la universidad de su ciudad, donde estuvo desde 2003 hasta 2007. 
Al acabar su etapa universitaria con los Akron Zips, se convirtió en el máximo taponador de la historia de la universidad con 161. Además es el séptimo en puntos con 1,491 y el noveno en rebotes con 783. Fue Jugador del Año de la MAC en 2007 y elegido en el Segundo Mejor Quinteto de la MAC en 2005, en el Mejor Quinteto de la MAC en 2006 y 2007 y en el Mejor Quinteto del Torneo de la MAC en 2007.
Disputó 122 partidos entre las cuatro temporadas con los Akron Zips, con unos promedios de 12,2 puntos, 6,4 rebotes, 1,7 asistencias, 1 robo y 1,3 tapones en 27,8 min de media. Su mejor temporada fue la última (Sr), donde jugó 32 partidos con un promedio de 15 puntos, 6 rebotes, 1,6 asistencias, 1 robo y 2 tapones en 28,2 min de media.

### Profesional
No fue elegido en el Draft de la NBA de 2007, pero sí en el Draft de la CBA de 2007 por Atlanta Krunk (5rd, puesto 44).
Comenzó su carrera como profesional en España, en el Alerta Cantabria de la LEB, club por el que fichó para la temporada 2007-2008. No fue buena su adaptación y en noviembre de 2007 abandonó el club. Jugó 8 partidos con el conjunto santanderino en los que promedió 3,4 puntos y 1,8 rebotes en 11,5 min de media.
En diciembre de 2007 se anunció su fichaje por el C.B. Ciudad de Huelva, también de la LEB, pero dos semanas después se marchó del club aquejado de una lesión de tobillo. Apenas disputó dos partidos con el conjunto onubense, en los que jugó 23 minutos, anotó 7 puntos (3/10 en tiros de dos y 1/2 en los tiros libres), capturó 7 rebotes, dio una asistencia, robó un balón y colocó dos tapones. 
En febrero de 2008 firmó hasta final de temporada por el Ratiopharm Ulm alemán, reencontrándose con su gran amigo y antiguo compañero de instituto, Dru Joyce III. Renovó con el conjunto teutón para la temporada 2008-2009. Jugó las NBA Summer League de 2008 y 2009 con los Cleveland Cavaliers. Jugó en total 6 partidos (3 en 2008 y 3 en 2009) con un promedio de 2 puntos y 1,6 rebotes en 8,3 min de media.
Jugó la temporada 2009-2010 en las filas del Walter Tigers Tübingen de la Basketball Bundesliga, estando de esta manera dos temporadas y media en Alemania.
Las siguientes dos temporadas (2010-2011 y 2011-2012) las pasó en Israel. La primera temporada la jugó en el Elitzur Maccabi Netanya y la segunda en el Hapoel Gilboa Galil Elyon, donde se proclamó campeón de la Liga Internacional de Baloncesto de los Balcanes. Jugó 28 partidos en la BSL, en los que promedió 17,8 puntos, 6,6 rebotes, 2,5 asistencias y 1,1 robos en 30 min de media, mientras que en la BIBL disputó 9 partidos con unos promedios de 13,4 puntos, 6,5 rebotes, 2,2 asistencias y 1 robo de balón en 25,2 min de media.
2012 fue su gran año, pues participó en el All-Star Game de la BSL y fue elegido Jugador del Año de la BSL, Mejor Ala-Pívot de la BSL y de la Liga Internacional de Baloncesto de los Balcanes y fue incluido en el Mejor Quinteto de la BSL y de la Liga Internacional de Baloncesto de los Balcanes, en el Mejor Quinteto de Jugadores Extranjeros de la BSL y de la Liga Internacional de Baloncesto de los Balcanes por Eurobasket.com.
Tras esta gran temporada se marchó a Croacia, para jugar la temporada 2012-2013 en el conjunto del KK Zadar. Fue 4 semanas MVP de la ABA Liga con los croatas. Jugó 25 partidos en la ABA Liga y 19 en la A-1 Liga. En la ABA Liga promedió 14,6 puntos, 7,8 rebotes, 2 asistencias y 1,4 robos en 29,5 min de media, mientras que en la A-1 Liga promedió 13,6 puntos, 6,7 rebotes, 2,3 asistencias y 1,1 robo de balón en 27,3 min de media.
Fichó para la temporada 2013-2014 por el Khimik-OPZ Yuzhny ucraniano. Jugó 34 partidos en la Superleague y 18 en la Eurocup 2013-14. En la Superleague promedió 10,2 puntos, 5 rebotes, 2,5 asistencias y 1,1 robos en 22,6 min de media, mientras que en la Eurocup 2013-14 promedió 12,2 puntos, 5,6 rebotes, 2 asistencias y 1,6 robos de balón en 27,5 min de media.
Fichó para la temporada 2014-2015 por el BC Krasny Oktyabr ruso, donde jugó 24 partidos en la VTB United League y 16 en la Eurocup 2014-15. En la VTB United League promedió 11,5 puntos, 6 rebotes, 2,1 asistencias y 1 robo en 28,8 min de media, mientras que en la Eurocup 2014-15 promedió 14,4 puntos, 7,1 rebotes, 1,8 asistencias y 1,3 robos de balón en 30 min de media, siendo el MVP de las Jornadas 6 y 7.
En abril de 2015 dejó el conjunto ruso y fichó hasta final de temporada por los  Alaska Aces de la PBA filipina. Jugó 19 partidos en los que promedió 22,5 puntos, 11,8 rebotes, 3,5 asistencias, 1,7 robos y 1,1 tapones en 35,5 min de media, siendo galardonado con el premio Bobby Parks al Mejor Extranjero de la PBA Governors'Cup.
En octubre de 2015 firmó un contrato temporal con el Strasbourg IG francés como sustituto de Matt Howard. Con el cuadro francés ha disputado 6 partidos en la Pro A y 6 en la Euroliga 2015-16. En la Pro A ha promediado 7,3 puntos, 5,2 rebotes y 2,5 asistencias en 21,3 min de media, mientras que en la Euroliga 2015-16 ha promediado 5,8 puntos, 3,8 rebotes y 1,3 asistencias en 18 min de media.
En diciembre de 2015 fichó por el Le Mans Sarthe Basket para el resto de la temporada 2015-2016.
En 2016 se marchó a Italia para jugar en el Pallacanestro Cantù de la Lega Basket Serie A.
En la temporada 2016-2017 firmaría por Strasbourg IG de la Pro A y en la siguiente temporada, regresó al Le Mans Sarthe Basket.
En la temporada 2018-19 se marcha a Filipinas para jugar dos temporadas en las filas del Magnolia Hotshots y del Mono Vampire, respectivamente.
El 29 de diciembre de 2020, regresa a Francia para jugar en las filas del Limoges CSP de la Pro A, hasta el final de la temporada.

### Selección nacional
El 28 de julio de 2016 se naturalizó a través de la federación de Macedonia de baloncesto para poder disputar, con el equipo nacional de Macedonia, la clasificación para el EuroBasket 2017.

## Vida personal
En 2008 participó en el documental More Than a Game, basado en los tiempos de LeBron James en high school junto con su entrenador Dru Joyce II y sus compañeros de equipo Dru Joyce III, Willie McGee y Slan Cotton.